# Huehuetán, Guerrero
Huehuetán är en ort i Mexiko.   Den ligger i kommunen Azoyú och delstaten Guerrero, i den sydöstra delen av landet, 300 km söder om huvudstaden Mexico City. Huehuetán ligger 201 meter över havet och antalet invånare är 1 910.
Terrängen runt Huehuetán är platt söderut, men norrut är den kuperad. Huehuetán ligger uppe på en höjd. Runt Huehuetán är det glesbefolkat, med 13 invånare per kvadratkilometer. Närmaste större samhälle är Ometepec, 17,1 km öster om Huehuetán. Omgivningarna runt Huehuetán är en mosaik av jordbruksmark och naturlig växtlighet.